# دم‌دراز معمولی
دم‌دراز معمولی (نام علمی: Alopias vulpinus) نام یک گونه از سرده کوسه دم‌دراز است.